# Щолен
Щоленът (на немски: Stollen) е вид традиционен за Германия сладкиш с формата на хляб, който се приготвя по време на Коледните празници. Съдържа нарязани на ситно сушени или захаросани плодове, ядки, ароматни подправки и е покрит отгоре с кристална или пудра захар или с глазура от разбити белтъци и захар. Подобен е на датския кейк керстщол (Kerststol) и италианския — панетоне (panettone).

## Съставки
Тестото за щолена се прави от брашно, мая, вода, мляко, захар, масло, яйца, малко готварска сол, както и различни добавки на вкус като захаросани портокалови или лимонови корички, бели и тъмни стафиди, бадеми или марципан, ром и различни подправки като кардамон, ванилия и канела. Традиционно, тестото на щолена е съвсем леко сладко, като сладостта идвала от захаросаните плодове и захарната глазура.

## История
Дрезденският щолен (оригинално наричан щрицел, Striezel), характерно влажен фруктов хляб, за първи път се споменава в официален документ от 1474 година, във връзка с провеждането на Дрезденския коледен базар, това е най-популярният коледен хляб в Германия. Старото име, щрицел, идва от думите Strüzel или Stroczel, в превод „буден“ (на старопруски: troskeilis), което следва да значи „рано опечен самун хляб“. Формата на кейка по начало трябвало да символизира Младенеца, повит в пелени.
В началото щоленът представлявал съвсем различен тестен продукт, с много различни от съвременните съставки – брашно, вода и овес. През столетията той се променил от семплия, почти безвкусен хляб до по-сладък и богат на съставки кейк.
Като коледен сладкиш щоленът за първи път бил произведен през 1427 година в Саксонския кралски двор, и тестото съдържало брашно, мая, олио и вода. Тъй като се приготвял по времето на Коледните пости, пекарите не можели да използват масло, а само растителна мазнина, което правело кейка безвкусен и твърд. По този повод управниците на Средновековна Саксония принц-електорът Ернст (1441 — 1486) и неговият брат саксонският дук Албрехт (1443 — 1500) решили да напишат до папата в Рим прошение: саксонските пекари се нуждаели от масло, а олиото в Саксония било скъпо и трудно за добиване, тъй като се произвеждало от ряпа и не било здравословно.
Папа Николай V (1397 — 1455), отхвърлил първото такова прошение през 1450 година. Петима папи трябвало да се сменят на престола, докато най-сетне през 1490 година, папа Инокентий VIII, (1432 — 1492) изпратил на принца отговор, станал известен като „Масления декрет“, позволяващ употребата на масло (без заплащане на такса на Римокатолическата църква), но само на принц-електора, неговото семейство и домакинство. На другите също се позволявало да използват масло, но срещу годишна такса от 1/20 от един златен гулден, която отивала за строителството на църкви, сред които и катедралата във Фрайбург. Забраната за употреба на маслото през Коледните пости окончателно отпаднала, когато Саксония приела протестантството.
През 1560 година дрезденските пекари предложили в дар на управниците на Саксония коледни щолени, тежащи 36 паунда всеки, и оттогава това се запазило като традиционното им тегло.
Интересен момент в историята на щолена внася Август II Силният (1670 -1733), електор на Саксония, крал на Полша и Велик дук на Литва. Той обичал разкоша, пищните тържества и пирове. През 1730 впечатлил поданиците си, като поръчал на пекарската гилдия в Дрезден да приготви гигантски 1,7-тонен щолен – достатъчно голям, за да има порция за всички граждани. По този повод, придворният архитект Матеус Даниел Пьопелман (1662-1737), построил особено голяма по размерите си фурна за щолена. Специално за повода бил изкован и огромен нож за разрязването на щолена. Впоследствие този нож бил загубен, но съществува негово копие с дължина 1,60 метра и тегло 12 килограма.